# Dècada del 1630 aC
Resum dels esdeveniments de la dècada del 1630 aC:

## Esdeveniments
- Vers 1635 aC, guerra dels hitites contra Khushshu, contra Khalap a les muntanyes Adalur creuant el riu Puran i arribant fins a Khashshuwa (Commagena)
- 1633 aC — Egipte — Fi de la tretzena i catorzena dinastia d'Egipte, i principi de la quinzena
- Vers 1630 aC, conquesta hitita de Zippashna i Kharkha